# Fogyatékos emberek világnapja
A fogyatékos emberek világnapját minden évben december 3-án tartják, az Egyesült Nemzetek Szervezete (ENSZ) kezdeményezésére. Az ENSZ közgyűlése 1992-ben hirdette ki ezt a napot azzal a céllal, hogy felhívja a figyelmet a fogyatékossággal élő személyek társadalmi helyzetére, jogaira és lehetőségeire világszerte. A világnap a társadalmi szemléletformálás egyik eszköze, amely arra ösztönzi a döntéshozókat, szervezeteket és magánszemélyeket, hogy támogassák a fogyatékossággal élők integrációját, esélyegyenlőségét és méltóságát.
A világnap előzményeként Magyarországon és más országokban is létezett a „rokkantak napja”, amelyet 1981 és 1992 között minden év szeptember 18-án tartottak. Ezt később felváltotta a december 3-i emléknap, igazodva az ENSZ által meghirdetett nemzetközi dátumhoz. A korábbi megnevezés – a „rokkant” kifejezés – mára elavultnak és politikailag nem korrektnek tekinthető, mivel a fogyatékosságot nem csupán orvosi, hanem társadalmi és emberi jogi megközelítésből is értelmezik.
A világnaphoz kapcsolódó események világszerte különböző formában valósulnak meg: konferenciák, kulturális programok, érzékenyítő tréningek, iskolai foglalkozások és közösségi kezdeményezések zajlanak ilyenkor. Egyre több országban bevett gyakorlat, hogy ezen a napon ismertetik a nemzeti szintű akadálymentesítési eredményeket vagy bejelentik új jogszabályok és támogatások életbe lépését.

## Statisztikai adatok
- A WHO és a Világbank becslése szerint világszerte mintegy 1,3 milliárd ember, vagyis minden hatodik ember él valamilyen formában fogyatékossággal.[3]

- Magyarországon a 2022-es népszámlálási adatok szerint 604 ezer ember jelzett valamilyen fogyatékosságot, ami a lakosság mintegy 6,2%-át jelenti.[4]

- A fogyatékossággal élők között a leggyakoribb kategóriák: mozgásszervi (39%), látás- (17%), hallássérülés (14%), valamint értelmi fogyatékosság és autizmus spektrumzavar.[5]

- Az Európai Unióban a fogyatékossággal élő emberek foglalkoztatási rátája alacsonyabb, mint az ép lakosságé: előbbi kb. 50%, míg utóbbi 75% körül mozog.[6]

## Érdekességek
- Az ENSZ minden évben új tematikus mottót hirdet meg a világnaphoz. Ezek olyan kérdéseket emelnek ki, mint a digitális hozzáférés, a foglalkoztatás, a nők helyzete vagy a krízishelyzetekben való támogatás.

- A világnaphoz több országban törvényi szabályozás vagy kormányzati intézkedés is kapcsolódik – ilyen például az akadálymentes honlapokra vonatkozó kötelező előírás az EU-ban.

- A fogyatékos emberek világnapja alkalmából Magyarországon is rendszeresen adnak át elismeréseket példamutató tevékenységet végző szervezeteknek és magánszemélyeknek.

- Egyes városokban – pl. Bécs, Sydney, Toronto – az eseményhez kapcsolódóan épületeket világítanak ki lila színnel, amely a fogyatékossággal élő emberek szolidaritási színe.